# Hillary Waugh
Hillary Baldwin Waugh (New Haven, Connecticut, 22 de junio de 1920-Torrington, Connecticut, 8 de diciembre de 2008) fue un novelista estadounidense, especializado en novela de procedimiento policial.

## Biografía
Hillary Baldwin Waugh creció en New Haven y asistió a la Universidad de Yale, donde destacó en deportes como el boxeo y el bádminton de competición, y lideró el equipo de ajedrez. También escribía canciones y publicaba caricaturas en los periódicos. Se licenció en arte y música en 1942 y fue piloto aéreo durante la Segunda Guerra Mundial, en la que sirvió tres años en el Cuerpo Aéreo de la Armada patrullando el canal de Panamá.
Para aliviar el aburrimiento, comenzó a escribir una novela políciaca y en 1947 publicó la primera, Madame will not dine tonight, sobre una cena en el campo en que la anfitriona aparece muerta, proporcionando así un caso para el detective privado Sheridan Wesley, que era uno de los invitados. Le siguieron casi cincuenta novelas policiacas, casi todas caracterizadas por la precisión de su neorrealismo. "Es una investigación sólida, poco sentimental y minuciosa", escribió un crítico. Pero a Waugh le disgustaban los tópicos, personajes, tramas y manierismos habituales del género, así como el descuido por los verdaderos detalles policiales que exhibían los escritores que lo cultivaban, de modo que contribuyó a crear el género de la novela de procedimiento policial, que muy poco cantes había ingeniado ya el escritor Lawrence Treat. "Estaba cansado de ver superdetectives y a una fuerza policial compuesta por un montón de idiotas torpes", le dijo a un entrevistador de The New York Times en 1990. "Quería alejarme de esos pequeños y limpios cadáveres con la bala perfecta en la cabeza y, en su lugar, escribir una historia como realmente aconteció".
Last Seen Wearing (1952), su primer esfuerzo en esta línea, y sin duda su novela más famosa, sigue a un jefe de policía de un pueblo modesto, Frank Ford, antítesis del detective sabelotodo: un hombre corriente, laborioso y compasivo, que avanza trabajosamente en la solución del caso de una estudiante desaparecida en una pequeña universidad en Massachusetts. Fundada en un caso real, sucedido en el Bennington College (Vermont), y en las entrevistas de Waugh con los detectives que llevaron el caso, se considera una de las primeras y mejores novelas sobre procedimientos policiales; consiste en la narración lineal de una encuesta que dura cinco semanas y media, tensa y concisa, en que no hay pistas y se debe trabajar profundamente para encontrarlas; el lector conoce tanto como el policía que lleva a cabo la investigación. Primero examina el pasado de la víctima en busca de cualquier motivo que pueda hacerla desear desaparecer, o por el que alguien quiera matarla. Encuentran su cuerpo después de una búsqueda larga y frustrante, y mientras examinan todas las pruebas una y otra vez, la identidad del asesino comienza a emerger lentamente, perfilándose como una fotografía que adquiere rasgos reconocibles. El genio de Waugh radica en crear suspenso y mantener el ritmo sin depender de ninguno de los tópicos de la novela policíaca clásica: sin pistas falsas, cliffhangers ni tiroteos.
"Si se tuviera que elegir un solo libro para mostrar las posibilidades de la novela policial que se encuentran fuera de la mayor parte de la ficción criminal, no se podría encontrar mejor ejemplo que Last Seen Wearing", escribió el experto en el género y también novelista Julian Symons en Bloody Murder, su historia del género del thriller. En 1995, La Asociación de Escritores de Misterio de Estados Unidos la puso entre las primeras de Las 100 mejores novelas de misterio de todos los tiempos. Además, le dio el título de Gran Maestro en 1989, honor que recibieron también Stephen King, Mary Higgins Clark, Mickey Spillane, Alfred Hitchcock y Agatha Christie.
Desde entonces Waugh se documentaba estudiando casos reales y preguntando a la policía sobre los detalles de su trabajo. En la década de 1960, comenzó a pasar tiempo con los detectives de homicidios de Nueva York y fruto de ese trabajo surgió el telón de fondo de 30 Manhattan East (1968) y Finish Me Off (1970). Pero lo normal es que ubique sus misterios en suburbios, o pueblos pequeños. Vivió en Guilford, donde dirigía un pequeño periódico, y conocía muy bien la vida de las gentes de Nueva Inglaterra; incluso fue elegido alcalde de Guilford para dos años en 1971. Uno de sus pocos héroes recurrentes, Fred C. Fellows, resuelve crímenes en Stockford,(Connecticut), escenario de tres novelas suyas: The Night It Rained (1961), End of a Party (1965) y The Con Game (1968). La novela de Fellows Sleep Long, My Love (1959) se convirtió en la película británica de 1962 Jigsaw. Por otra parte, se acercó también al género de la novela gótica o de terror escribiendo cinco bajo el seudónimo de Elissa Grandower entre 1976 y 1980, y bajo el de H. Baldwin Taylor también publicó otras novelas.
En 1991 publicó una Guía de misterios y escritura de misterios. Pero su forma de tratar el género ya era conocida. «La autenticidad es la clave para una buena escritura de misterio», le dijo a un entrevistador. “No solo debes saber escribir bien, sino que también debes poseer el instinto de un buen reportero que ha sido testigo de primera mano del lado más oscuro de la naturaleza humana”. El influjo de Waugh fue notable en el mundo de la literatura anglosajona del género: en Estados Unidos en las novelas de Edward X Delany de Lawrence Sanders y en Gran Bretaña con la serie Gideon de John Creasey, comenzada en 1955.
En 1951 se casó con Diana Taylor y la pareja se divorció en 1983; un segundo matrimonio, con la escritora de misterio Shannon O'Cork, también terminó en divorcio; tuvo un hijo, dos hijas y siete nietos.

## Ediciones

### Series
Sheridan Wesley
1. Madam Will Not Dine Tonight (1947)
2. Hope to Die  (1948)
3. The Odds Run Out (1949)

Fred Fellows
1. Road Block  (1960)
2. Sleep Long, My Love (1959) adaptada al cine con el título de Jigsaw (1962)
3. That Night It Rained  (1961)
4. Born Victim  (1962)
5. The Late Mrs. D.  (1962)
6. Death and Circumstance  (1963)
7. Prisoner's Plea   (1963)
8. The Missing Man  (1964)
9. End of a Party  (1965)
10. Pure Poison  (1966)
11. The Con Game  (1968)

Homicide North
1. 30 Manhattan East  (1968)
2. The Young Prey  (1969)
3. Finish Me Off  (1970)

Simon Kaye
1. The Glenna Powers Case  (1980)
2. The Billy Cantrell Case  (1981)
3. The Doria Rafe Case  (1981)
4. The Nerissa Claire Case  (1983)
5. The Veronica Dean Case  (1984)
6. The Priscilla Copperwaite Case  (1986)

### Otras novelas
- Last Seen Wearing (1952)
- A Rag and a Bone  (1954)
- The Case of the Missing Gardener  (1954)
- Rich Man, Dead Man (1956)
- The Girl Who Cried Woolf  (1958)
- The Eighth Mrs. Bluebeard  (1958)
- Murder on the Terrace  (1961)
- The Duplicate  (1964)
- Girl on the Run  (1965)
- The Triumvirate  (1966)
- The Trouble with Tycoons (1967)
- Run When I Say Go  (1969)
- The Shadow Guest  (1971)
- Parrish for the Defense (1974)
- A Bride for Hampton House  (1975)
- Seaview Manor  (1976)
- The Summer at Raven's Roost  (1976)
- The Secret Room of Morgate House  (1977)
- Madman at My Door  (1978)
- Blackbourne Hall  (1979)
- Rivergate House  (1980)
- Murder on Safari  (1987)
- A Death in a Town  (1988)

### Ensayos
- Hillary Waugh's guide to mysteries & mystery writing (1991)